# Diapetimorpha rugosa
Diapetimorpha rugosa là một loài tò vò trong họ Ichneumonidae.